# Seat 1430
SEAT 1430 var en bilmodel fra SEAT og en videreudvikling af SEAT 124. Bilen fandtes som firedørs sedan og femdørs stationcar kaldet SEAT 1430 5 puertas, og kom på markedet i 1969 med motor fra Fiat 124 Special (1438 cm³ med 51 kW (69 hk)). Den nye bil, som med sine dobbelte forlygter lignede Fiat 124 Special, havde en topfart på 155 km/t.
Fra 1973 havde motoren 55 kW (75 hk), hvilket gav bilen en topfart på 158 km/t. Samtidig introduceredes topmodellen SEAT 1430 Especial med 1592 cm³ slagvolume, 70 kW (95 hk) og en topfart på 175 km/t.
Produktionen af SEAT 1430 indstilledes i 1976, hvorefter modellen blev afløst af "Especial"-versionerne af SEAT 124 D og SEAT 131.